# Cardinal (szőlőfajta)
A  cardinal  szőlőfajtát 1939-ben, Elmer Snyder és F.N. Harmon nemesítette Kaliforniában, a Flame Tokay és a ribier fajták keresztezésével. Világszerte ismerik. Honosítására és állami minősítésére 1970-ben került sor, de Magyarországon inkább kiskerti fajta maradt, mert hazánk környezeti adottságai nem kedvezőek számára. Kiterjedt ültetvényei az Amerikai Egyesült Államok, Bulgária, Franciaország, Olaszország, Románia és Spanyolország szőlőtermesztő területein találhatók, ahol étkezésre és borkészítésre egyaránt felhasználják. Thaiföldön és Vietnámban inkább borszőlőnek tekintik.

## Jellemzői
Tőkéje erős növekedésű, bőtermő; nyílt „kancsó” alakú levelei jellegzetesek, nagyok. Fürtje igen nagy, átlagosan 41 dkg, laza, bogyója igen nagy (24×24,5mm), kékesvörös, gömbölyded. Korai érésű, már  augusztus végén fogyasztható. Jó évjárat és kedvező körülmények között látványos, gusztusos jól értékesíthető; általános értelemben a legpiacosabb csemegeszőlő-fajta.  
A cardinal szépséghibája, hogy igen sérülékeny, a környezettel szemben fokozott igényességű. Héja már kevés csapadék hatására is reped, az árnyékban fejlődő fürtök bogyói egyenlőtlen nagyságúak és színezetűek, kocsánya törékeny, rendkívül fagy- és rothadásérzékeny.